# Religião na Islândia

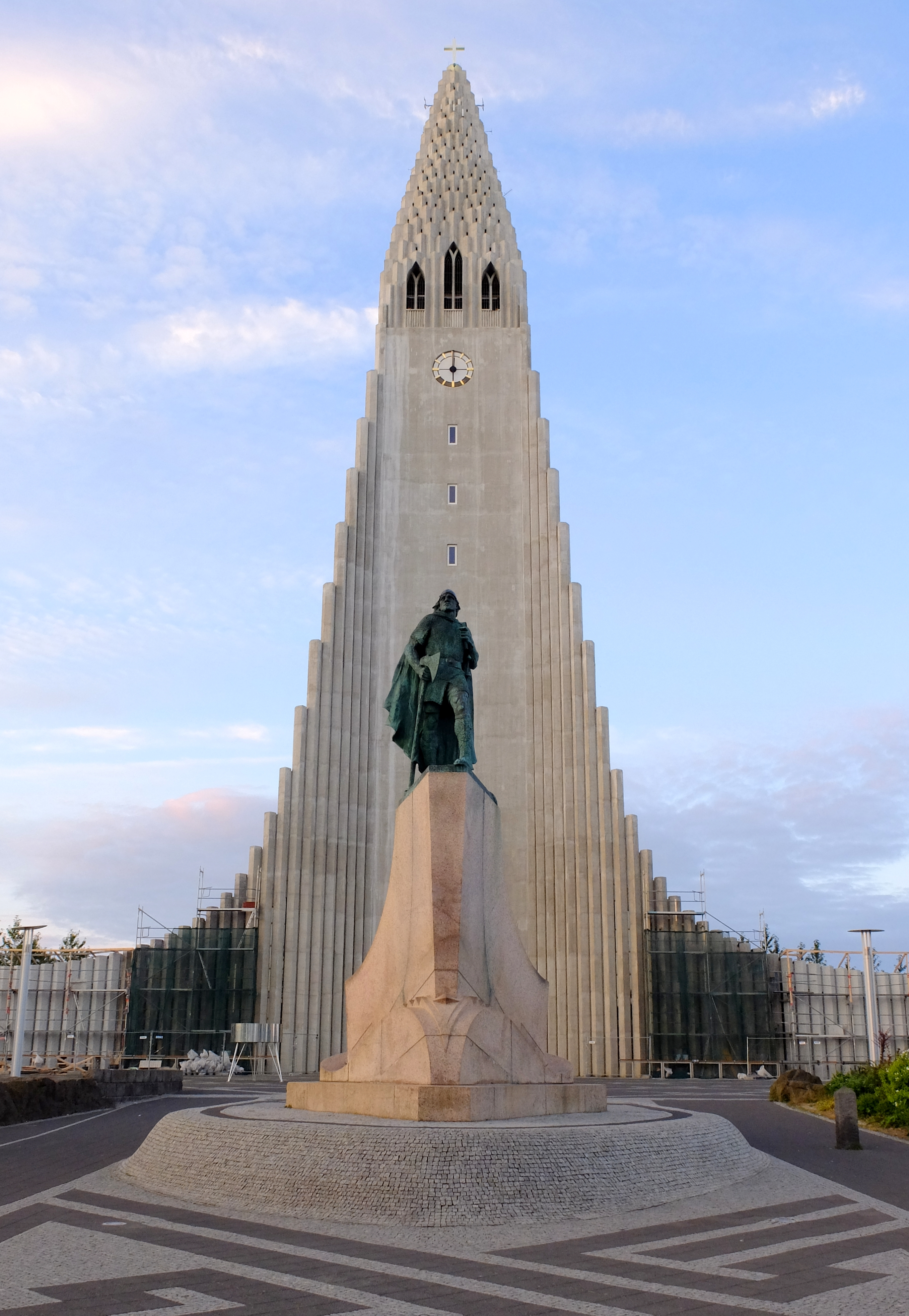
A catedral da Igreja da Islândia em Reiquiavique, chamada de Hallgrimskirkja.

O cristianismo é a principal religião na Islândia desde o ano 1000 d.C, quando o parlamento islandês, o Althing, o adotou como a religião oficial, influenciado pelo rei da Noruega, Olaf Tryggvason. Os colonos da Islândia eram majoritariamente noruegueses que fugiam da centralização do poder sob o rei Haroldo I, além de alguns suecos e britânicos nórdicos. Por tanto, antes da adoção do cristianismo, a religião predominante entre os islandeses era a religião nórdica, nos séculos IX e X.  Mesmo após a cristianização oficial, a religião nórdica continuou a ser praticada por séculos.
A partir da década de 1530, a Islândia, que até então estava em comunhão com a Igreja Católica Romana, adotou formalmente a reforma luterana, que alcançou o seu ápice no país em 1550. Desde então, a Igreja da Islândia, de confissão luterana, permaneceu como a igreja estabelecida por lei no país. No entanto, desde 1874, a liberdade religiosa é garantida aos cidadãos islandeses. A Igreja da Islândia recebe apoio do governo, assim como outras religiões oficialmente reconhecidas, que são financiadas pelo "sóknargjald", um imposto religioso pago às religiões por seus adeptos com mais de dezesseis anos. Cidadãos que não pertencem a nenhuma religião também pagam uma taxa equivalente, cujo valor é destinado à Universidade da Islândia.

Desde o final do século XX, e especialmente no início do século XXI, a religião na Islândia tem se tornado mais diversa, nota-se um declínio no número de aderentes dos principais ramos do cristianismo e um aumento de pessoas irreligiosas. Outras religiões tem emergido na sociedade, notavelmente o neopaganismo germânico, na Islândia chamado de Ásatrú, que busca reconstruir a religião cultural germânica, além do busdismo, Islamismo, neopaganismo mesopotâmico e outros.
Afiliação religiosa na Islândia (2023)
O Hagstofa Íslands é o principal instituto do governo que fornece estatísticas sobre a demografia da Islândia, em seu censo de 2023 cerca de 69.5% da populção se declarou cristã, uma queda sigificativa se comparada aos 97.8% que se declararam cristãos em 1990. Os luteranos são o maior grupo do cristianismo Islandês, a maioria deles membros da Igreja nacional, mas a pocertagem de pessoas que se identificam como membros da Igreja diminuiu significativamente nas últimas décadas, caindo de 92.6% da população em 1990 para 58.6% em 2023. Outras igrejas luteranas independentes contabilizaram 5.3% da população, o catolicismo romano 3.8% e as outras denominações cristãs somadas são cerca de 1.78%. A comunidade católica romana cresceu de 0.9% da população em 1990 para 3.8% em 2023, principalmente devido a imigração de centro-europeus e filipinos. Outras denominações cristãs cresceram durante a década de 1990 e nos anos 2010, mas estabilizaram depois disso. 
O censo de 2023 também mostrou o crescimento de religiões não cristãs e daqueles que se identificam como não religiosos. Por exemplo, cerca de 1.5% da população se declarou como praticante da Asatrú, uma religião politeísta nativa da Islândia,  enquanto humanistas foram 1.39%, budistas 0.42% e muçulmanos 0.40%. Zuistas e aderentes de outras religiões representaram 0.14% e 0.16%, respectivamente.
Uma crescente parcela da população —18.73% em 2023—  adere a religiões, filosofias ou modos de vida não reconhecidos pelo registro civil, ou não declarara qualquer filiação religiosa. Esta categoria teve um crecimento substancial, saindo de 0.6% em 1990 para 6.2% em 2010. Enquando isso, a porcentagem de islandeses que se declararam explicitamente não aderentes de qualquer religião ou filosofia de vida, subiu de 1.3% em 1990 para 7.7% em 2023. 

## História

### Primeiros assentamentos germânicos (séculos IX e X)
Quando os primeiros colonos noruegueses chegaram a Islândia, juntamente com alguns suecos e habitantes dos assentamentos nórdicos nas ilhas britânicas, a Islândia já era povoada por um pequeno número de anacoretas irlandeses (ermitãos cristãos que viviam em retiro e solidão), eles eram conhecidos como Papar. Quando os escandinavos começaram a chegar em grandes números os anacoretas saíram ou foram expulsos. A migração de noruegueses foi parcialmente em resposta as políticas de Haroldo I, que estava unificando a Noruega em uma monarquia centralizada.

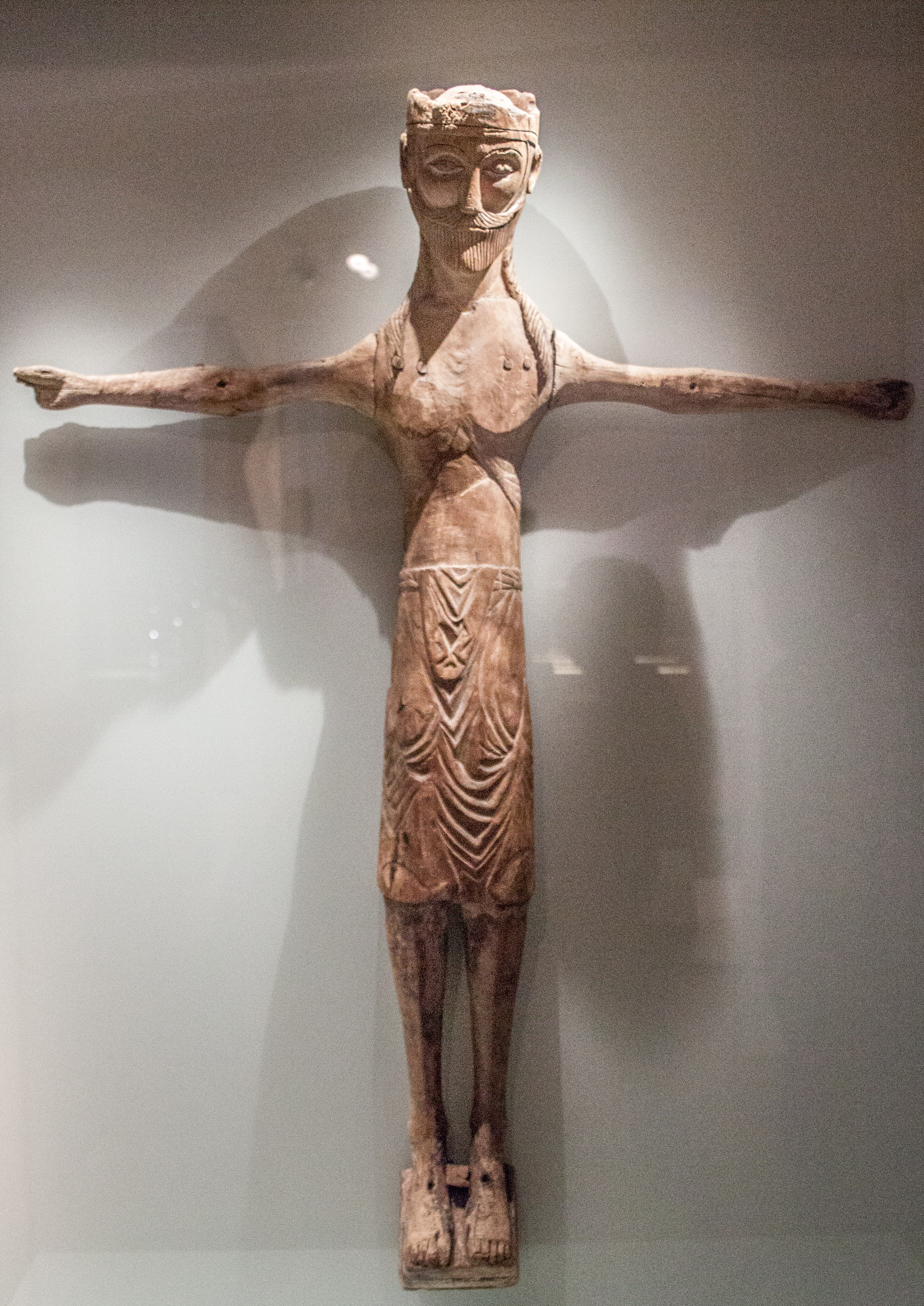
Estátua de Jesus Cristo esculpida na madeira, Museu nacional da Islândia. Datada de cerca de 1200 D.C.

Os primeiros islandeses, apesar de estarem acostumados a uma sociedade em que a monarquia era essencial para a vida religiosa, não estabeleceram uma nova monarquia na colônia, ao invés disso criaram uma assembléia de homens livres, chamada de Althing.  Os ''tings'' eram assembleias de homens livres que governavam as sociedades germânicas, e eram lideradas por um rei, considerado sagrado. Ao contrário das outras assembleias germânicas, a assembleia recém formada na Islândia não tinha lealdade a um rei, eles tinham lealdade a um código de leis que foi primeiramente composto por Úlfljót, um estudioso nódico que estudou as leis e culturas norueguesas. Úlfljót foi escolhido como o primeiro orador do Althing, ele presidia as reuniões que aconteciam anualmente em Thingvellir.
Diferente das outras sociedades germanicas da época, a organização política e religiosa da Islândia primitiva é descrita como pagã e antimonárquica.  Os proprietários de terras (landnámsmenn) eram organizados em  grupos religiosos/políticos liderados pelos ''Godis''. Os godis eram parcialmente sacerdotes, ofereciam sacrifícios no templo local e possuiam algumas regalias como os reis germânicos.  Em relação as suas práticas religiosas, os islandeses seguiam as mesmas normas dos escandinavos, construindo templos e consagrando imagens dos deuses.
A religião praticada pelos islandeses era chamada de Goðatrú ou Ásatrú (verdade dos deuses), eles adoravam aos Landvættir (espíritos da terra), e outros deuses comuns na religião nórdica, seus templos eram chamados de Hof e seus altares hörgar. Cada classe social adorava um deus diferente, os poetas adoravam ao supremo Odin, como é evidente nos poemas de Hallfreðr Óttarsson, no Landnámabók e na Saga Eyrbyggja. Entre a população geral, a deidade mais venerada era Thor, enquanto a classe de fazendeiros adoravam a Frey, conforme observado na saga Víga-Glúms.

### A cristianização (séculos X e XI)

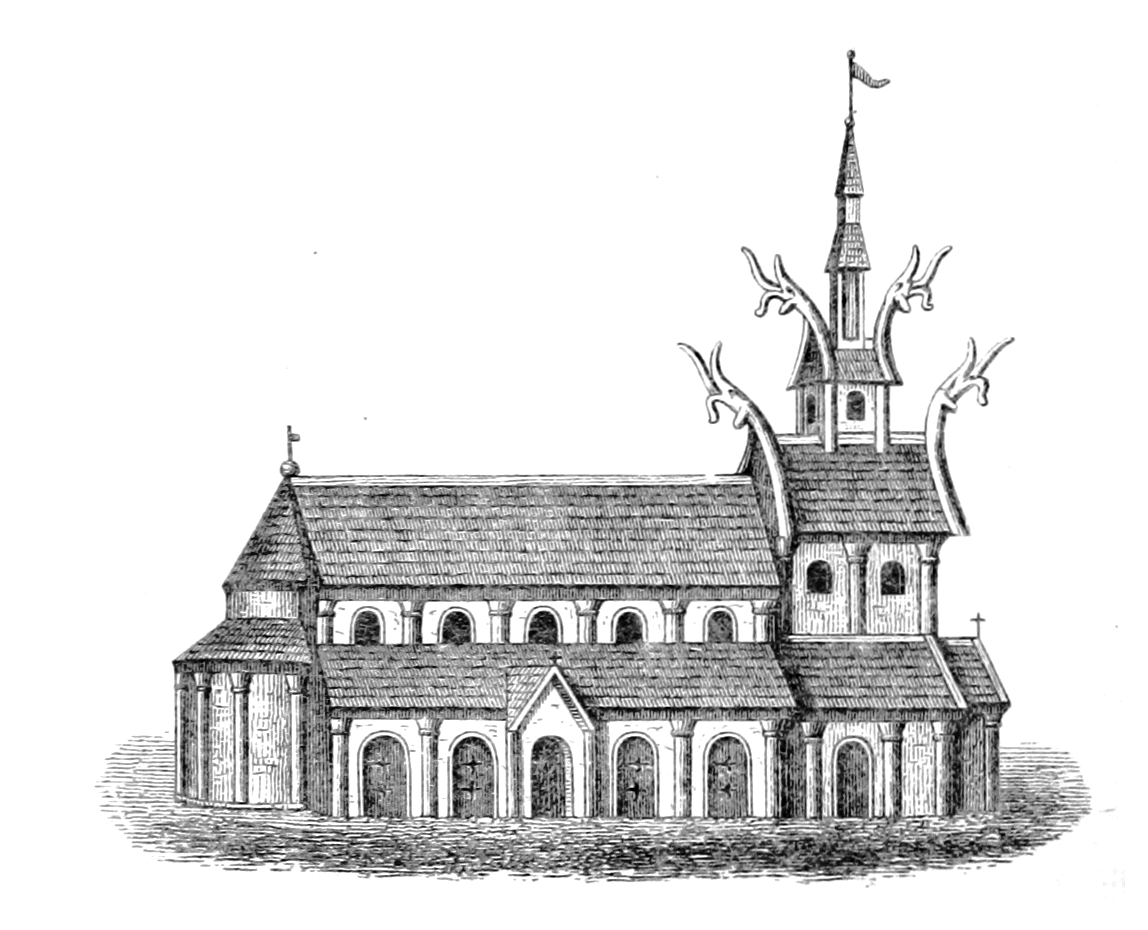
As primeiras igrejas islandesas mativeram o estilo de construção dos templos pagãos (Heathen hofs), como é o caso da antiga igreja de Thingvellir (a atual data de 1859), foi contruida por iniciativa do rei Olavo da Noruega, que concedeu a madeira e o sino, marcando assim a cristianização oficial da Islândia no ano 1000.

Além dos Papares irlandeses, os cristãos já estavam presentes da islândia desde o início da colonização, mesmo entre os colonos germânicos.  O livro Landnámabók menciona o nome dos colonos cristãos, incluindo uma mulher influente, que era chamada de ''Aud a Mente Profunda''. Os islandeses cristãos geralmente tendiam ao sincretismo, misturando Jesus com suas deidades ao invés de se converterem a doutrina cristã, por exemplo, Aud Mente Profunda anexou uma cruz em uma colina, onde ela rezava, mais tarde seus parentes consideraram o local sagrado e ali construiram um templo Ásatrú. Este sincretismo  possibilitou que a religião nórdica sobrevivesse mesmo em períodos posteriores a adoção do cristianismo como religião de estado, por exemplo, a saga Eyrbyggja relata que quando a Noruega estava sendo cristianizada, um templo pagão foi desmontado ali para ser reconstruido na Islândia.
Acredita-se que estes primeiros cristãos foram influênciados pelo contato com nórdicos da Grã-Betanha, onde o cristianismo tinha forte presença.  Dentre os primeiros colonos, a vasta maioria seguiam a religião germânica, com isso, em cerca de duas ou três gerações o cristianismo organizado morreu.
A conversão oficial ao cristianismo se deu por volta de 999/1000 D.C por decisão do Althing, por sua vez, influênciado pelo rei da Noruega Olaf Tryggvason. A essa altura, o cristianismo era praticado pela minoria dos islandeses e a religião germânica ainda era praticada pela maioria da população, no entando, os cristãos tinham adquirido altas posições no sistema goðorð e, portanto, tinham considerável poder no parlamento. O cristianismo adotado como religião oficial na época era idêndico ao da Igreja Católica Romana em suas doutrinas. 

Os missonarios cristãos começaram pregar ativamente na Islândia por volta de 980 D.C. Um deles foi o nativo Thorvald Konradsson, que foi batizado no continente pelo bispo Saxão Fridrek, com o qual ele pregou o evangelho na Islândia em 981. Suas missões foram sem sucesso, apenas a família de Thorvald se converteu e ainda tiveram conflitos com os pagãos no Althing, resultando na morte de dois homens. Após estes eventos, Fridrek retornou para a Saxônia, enquanto Thorvald embarcou para uma expanção viking no Leste Europeu.  Entre os outros proselitistas, o rei Olavo da Noruega enviou o nativo islandes Stefnir Thorgilsson em 995-996 e o padre saxão Thangbrand em 997-999. Ambas as missões foram sem sucesso, Stefnir destruiu templos e santuários pagãos de forma violenta, o que fez com que o Althing promulgasse uma lei contra os cristãos, que foram declarados frændaskomm, uma "desgraça para os parentes", e agora eles poderiam ser denunciados às autoridades. O parlamento também declarou Stefnir como foragido, o forçando a retornar para a Noruega. Thangbrand era um homem culto, mas violento, teve sucesso em converter famílias importantes, mas também enfrentou oponentes. Quando matou um poeta que compôs versos contra ele, ficou foragido e também retornou para a Noruega.

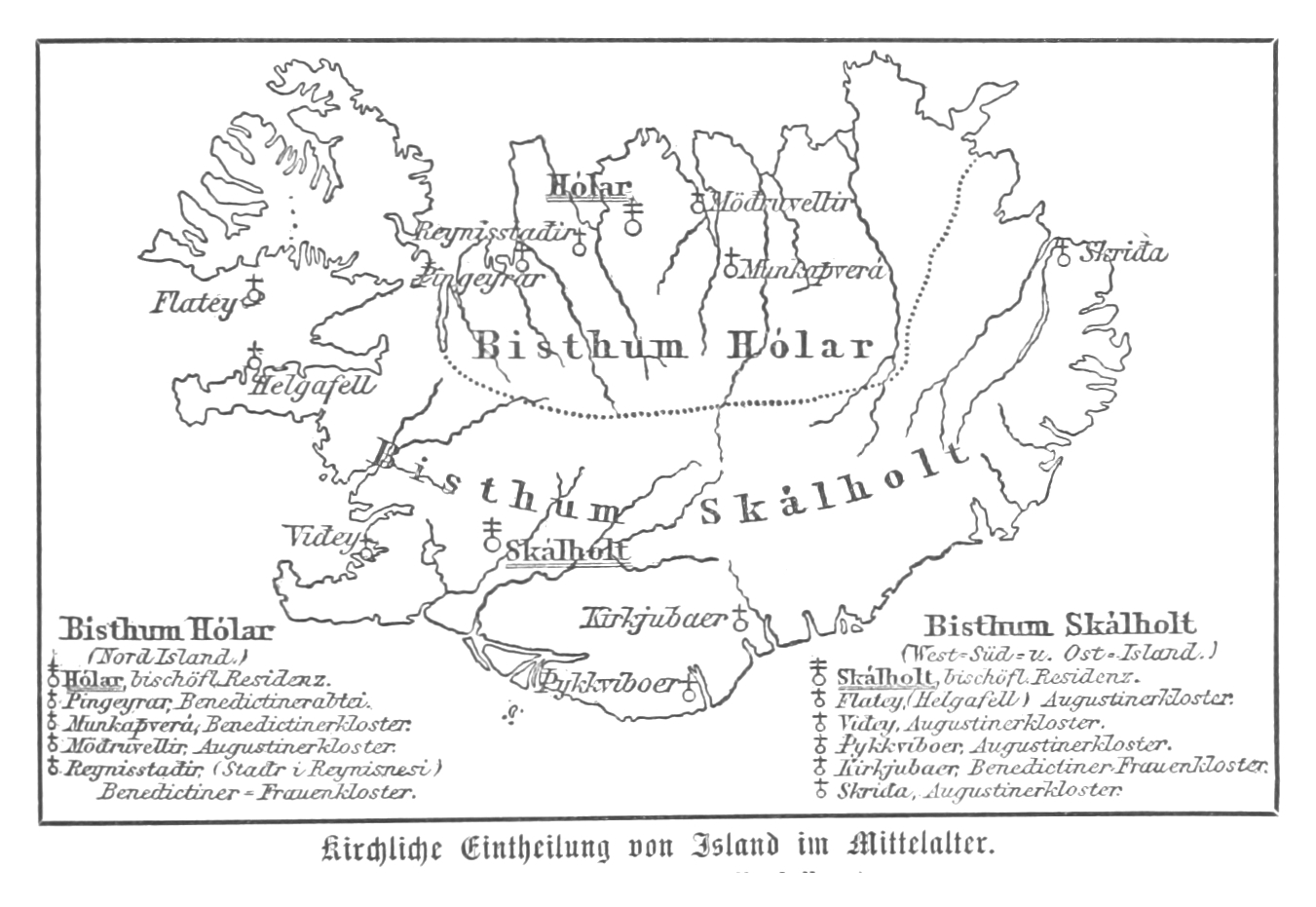
Mapa de 1889 monstrando a localização dos dois bispados católicos da Islândia, e dos monastérios, antes da reforma protestante.

Em resposta a lei promulgada pelo Althing, o rei da Noruega, Olavo I, suspendeu as relações comerciais com a Islândia, resultando em um perigo para a economia islandesa, que dependia do comércio que vinha da Noruega. Olavo também amaçou executar islandeses residentes na Noruega enquanto a Islândia permanecesse um país pagão, a maioria desses islandeses eram filhos e parentes de proeminentes godis (sacerdotes de alto prestígio na sociedade islandesa).  Buscando resolver o conflito, a Islândia enviou uma delação a Noruega, solicitando a libertação dos reféns em troca da conversão do país ao cristianismo. Enquanto isso, na Islândia a situação piorava, as duas facções religiosas dividiram o país e uma guerra civil estava prestes a estourar. Por mediação do Althing, presidido pelo orador Thorgeir Thorkelsson, o conflito foi contido. Thorgeir tinha a confiança de ambas as facções, e a ele ficou a responsabilidade de decidir se os islandeses seriam convertidos ao cristianismo ou se permaneceriam fiéis a religião dos seus ancestrais.  Depois de analisar a situação, ele decidiu que para manter a paz a população deveria estar unida em uma lei e uma religião, o cristianismo, portanto, todos os que que não fossem cristãos deveriam receber o batismo. A princípio, foi mantido o direito da população de fazer sacrifícios aos seus deuses antigos, desde que fosse em sua residência privada. Entretando, esta prática poderia ser punida se houvesse testemunhas. Alguns anos depois, estas permissões de cultos privados foram abolidas.
A decisão do Althing foi uma virada difícil, até então era difícil para um indivíduo se converter ao cristianismo, uma vez que isso significava abandonar as tradições dos seus ancestrais e ele seria visto como um ættarspillar, isto é, ''a destruição de um parnetesco''. Entretanto, apesar da imposição do cristianismo pelo estado, a religião germânica persistiu por um longo período, como é provado pela literatura produzida por Snorri Sturluson — ele próprio era um cristão — e também por outros autores no século XIII, que escreveram a Edda em prosa e Edda em verso. Após a conversão do pais, membros do goðorð frequentemente se tornaram padres e bispos, o primeiro bispo ordenado na Islândia foi Ísleif Gizursson, bispo de Skálholt de 1057 até a sua morte em 1080. Ele é creditado por ter instituído um sistema de dízimo (sóknargjald) que tornou a igreja islandesa financeiramente independente e fortaleceu o cristianismo.

### A reforma protestante (século XVI)

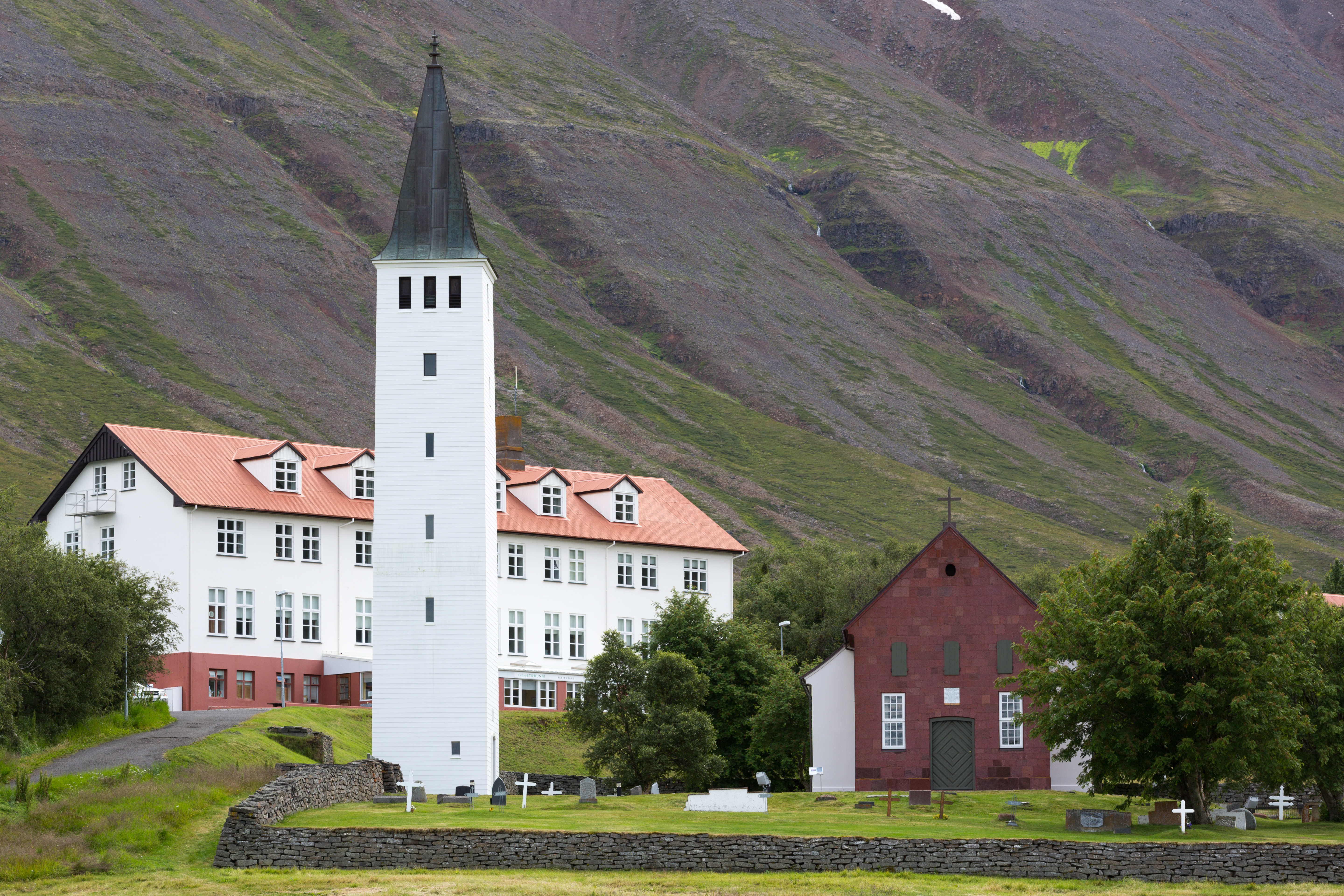
A catedral luterana e universidade de Hólar.

Os dois últimos bispos católicos da Islândia foram Øgmundur Pállson de Skálholt e Jón Arason de Hólar.  Jón foi um poeta de relativa importância, casado e com muitos filhos, algo comum entre o clero na Islândia.  Os dois bispos, apesar de não serem versados em teologia, estavam em conflito entre si, e amaçavam um conflito aberto.  Na reunião do Althing de 1526, ambos vieram com seus próprios homens armados, embora tenham se reconciliado por causa da ameaça representada por um novo inimigo comum, a disseminação da reforma luterana. 
Através do comércio com a Alemanha, panfletos produzidos por luteranos com propaganda protestante começaram a circular pela Islândia, isso levou ao Althing a declarar em 1533 que “todos continuarão na Santa Fé e na Lei de Deus, que Deus nos deu e que os Santos Padres confirmaram”. Um dos primeiros islandeses a aderir a reforma de Martinho Lutero foi Oddur Gottskálksson, que se converteu ao cristianismo evangélico enquanto estava na Europa continental, local onde viveu por muitos anos. Quando voltou para a Islândia, tornou-se secretário do bispo de Skálholt e traduziu o Novo Testamento para a língua islandesa. 
A figura central na adesão da Islândia à reforma luterana foi Gissur Einarsson. Durante seus estudos na Alemanha, ele entrou em contato com as ideias da Reforma. Em 1536, tornou-se assistente no bispado de Skálholt, embora ainda não tivesse oficialmente aderido à Reforma Protestante. Quando o luteranismo foi adotado como a doutrina oficial da Igreja da Dinamarca e Noruega, sob o rei Cristiano III, o monarca da Dinamarca também tentou converter a Islândia.

Em 1538, o rei enviou uma carta, chamada "Ordenança da Igreja", aos dois bispos islandeses, Øgmundur e Jóns, solicitando que adotassem a reforma, mas a proposta foi rejeitada. Logo após, Cristiano III ordenou a dissolução dos mosteiros na Islândia. Øgmundur, já idoso e quase cego, escolheu Gissur Einarsson como seu sucessor.

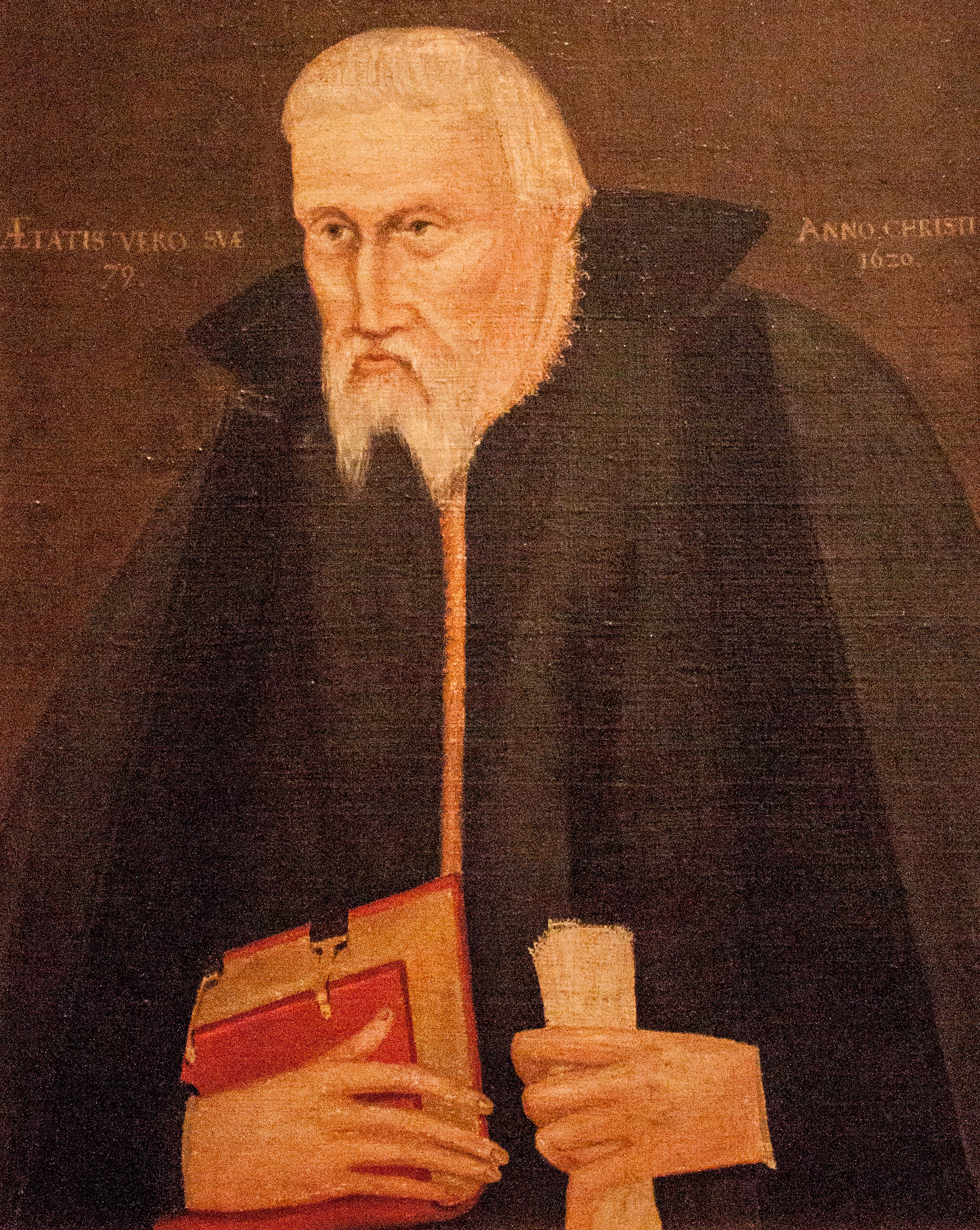
O bispo luterano Guðbrandur Þorláksson traduziu a Bíblia para o islandês, dedicou-se a melhorar a literatura religiosa, a treinar o clero e a promover a educação comunitária.

Gissur foi examinado por teólogos em Copenhague e, em 1540, o rei o nomeou superintendente de Skálholt. Com apenas 25 anos, ele enfrentou dificuldades para manter sua autoridade, sendo contestado tanto pelo clero quanto pelo próprio Bispo Øgmundur, que foi quem o nomeou. Um emissário real foi enviado para reforçar a aceitação da ordenança, e Øgmundur foi preso, falecendo a caminho da Dinamarca. A ordem do rei foi aceita em Skálholt, mas rejeitada pelo bispo Jón Arason em Hólar.
Gissur, ordenado pelo bispo dinamarquês Peder Palladius, reorganizou a igreja em sua diocese de acordo com os princípios luteranos. Isso incluiu a supressão de cerimônias católicas e a recomendação para que os padres se casassem. Ele confiou a Oddur Gottskálksson a tarefa de traduzir sermões alemães e, pessoalmente, traduziu partes do Antigo Testamento e da Ordenança da Igreja.
Gissur Einarsson faleceu em 1548, Jón Arason assumiu a diocese de Skálholt, apesar a oposição por parte do clero. Ele também prendeu o sucessor nomeado por Gissur. Como consequência, Jón Arason foi declarado fora da lei pelo rei, sendo preso junto com dois de seus filhos, e os três foram executados em novembro de 1550.
Em 1552, a diocese de Hólar também aceitou a Ordenança da Igreja, e a oposição institucional à Reforma desapareceu por completo. As propriedades da igreja foram secularizadas, e os mosteiros foram confiscados. Contudo, o luteranismo demorou várias décadas para se firmar definitivamente na Islândia. Os manuais e hinários da Igreja eram traduções dinamarquesas mal feitas, e foi necessário criar novas escolas nas cidades das catedrais para formar o clero luterano.
O bispo dinamarquês Palladius foi responsável pelo desenvolvimento inicial da reforma na Islândia. O competente e habilidoso Gudbrandur Thorláksson, bispo de Hólar de 1571 a 1627, dedicou-se a melhorar a literatura religiosa, a treinar o clero e a promover a educação comunitária. Em 1584, foi publicada a primeira tradução completa da Bíblia para o islandês.

### Declínio do cristianismo e crescimento de novas religiões (século XX e XXI)

Aumento do número de membros em religiões não-cristãs registradas na Islândia, 1965–2010. Vermelho: Fé Bahá'í; verde: Paganismo; azul escuro; Budismo; azul claro: Islã.

Logotipo utilizado pela diretoria de 2015 da Igreja Zuist.

Desde o final do século XIX, a Islândia se abriu mais a novas religiões do que muitos outros países europeus.  No século XIX e no início do século XX, a vida religiosa na Islândia, ainda maioritariamente dentro do sistema cristão, foi influenciada pela difusão de crenças espiritualistas.  Por volta de 1900 a teosofia foi introduzida na Islândia, e em 1920 os teosofistas islandeses se organizaram formalmente como um ramo independente do movimento teosófico internacional, embora a maioria dos aderentes fossem luteranos e liderados pelo pastor Séra Jakob Kristinsson. 
Desde o final do século XX, houve uma rápida diversificação da vida religiosa no país, com o fenômeno mais notável sendo o declínio do Cristianismo (de 97,8% em 1990 para 65,55% em 2023) e o aumento de outras religiões, notadamente as religiões neopagãs, especialmente o paganismo germânico (Neopaganismo Germânico), na Islândia também chamado de Ásatrú, um movimento de restauração da religião germânica pré-cristã. Isso pode ter sido facilitado pela tradição literária da língua islandesa que antecede a conversão da ilha ao Cristianismo, nomeadamente as Eddas e as Sagas, que são bem conhecidas pela maioria dos islandeses e fornecem um elo ininterrupto com o passado pagão. Em 1972, quatro homens propuseram criar uma organização para a revitalização da religião germânica do norte; eles fundaram o Ásatrúarfélagið ("Fraternidade Ásatrú") e pediram ao Ministério da Justiça e Assuntos Eclesiásticos que concedesse ao sacerdote principal do grupo o mesmo status legal de um pastor cristão. No outono do mesmo ano, eles pediram o reconhecimento de sua organização pelo estado, e o registro foi concluído na primavera de 1973.
No início da década de 2010, a Zuism trúfélag ("Fraternidade de Fé do Zuísmo") ou Igreja Zuísta foi fundada como uma organização do Zuísmo Mesopotâmico (Neopaganismo Mesopotâmico), e em 2013 foi reconhecida pelo estado islandês. No final de 2015, o conselho da Igreja Zuísta foi assumido por pessoas que não tinham relação com o movimento, e sob a nova liderança, a igreja foi transformada em um meio de protesto contra a igreja estatal Luterana e o imposto da igreja estatal (sóknargjald): diferentemente de outros grupos religiosos, o conselho de 2015 da Igreja Zuísta prometeu redistribuir entre os membros da igreja os fundos que recebiam do imposto, de modo que cerca de três mil pessoas se juntaram ao grupo dentro de poucas semanas até o final do ano. Após uma disputa legal, no final de 2017, os fundadores originais da Igreja Zuísta foram reintegrados como conselho diretor, e até o final do ano, após dois anos sem atividades, eles foram autorizados a dispor dos fundos da igreja. Os diretores de 2017 mantiveram o princípio da redistribuição dos fundos entre os membros, o que é chamado de amargi na língua suméria. Depois disso, em 2019, eles foram acusados de fraude fiscal, mas foram absolvidos de todas as acusações na primavera de 2022.

## Religiões, filosofias e posturas de vida

### Cristianismo

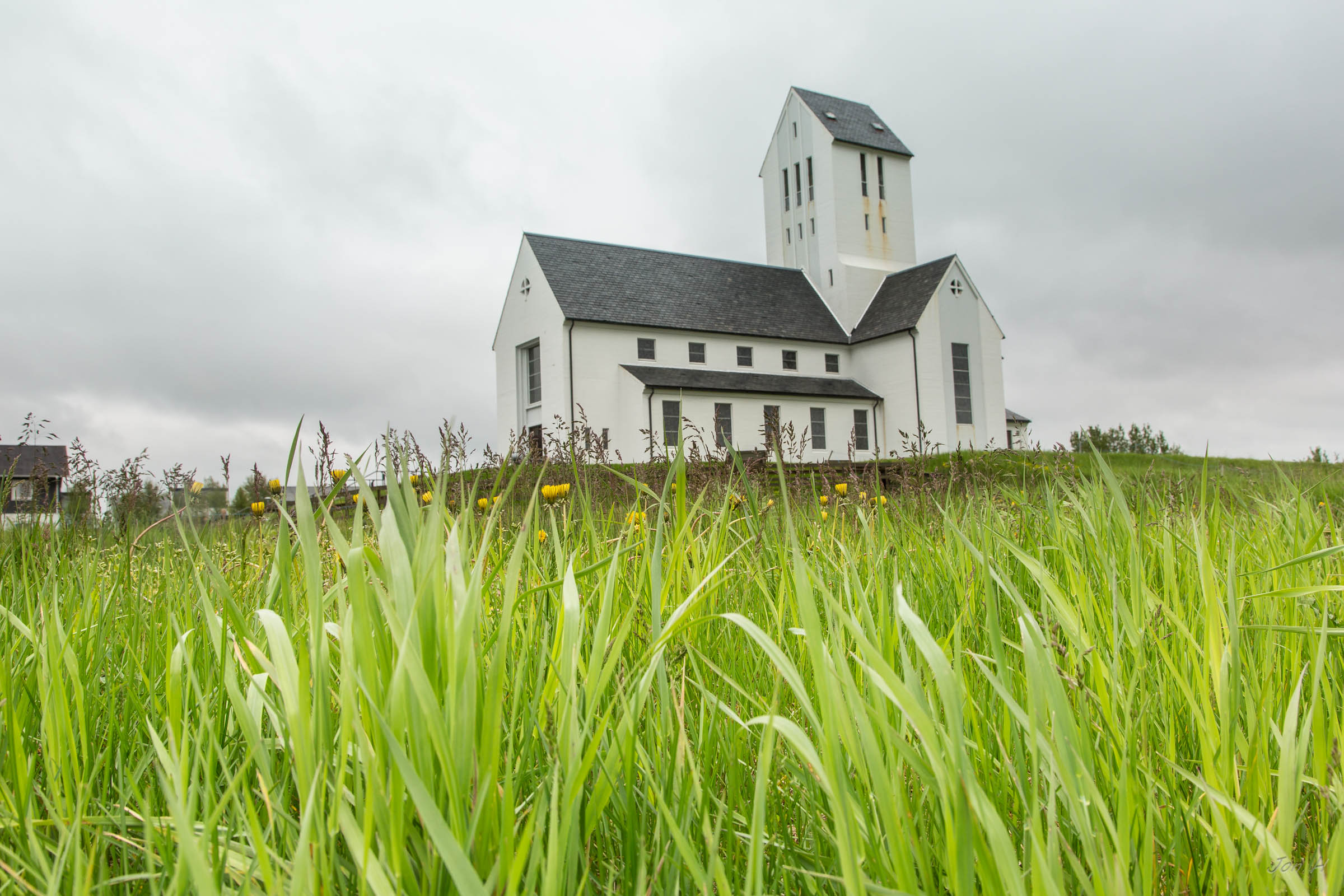
Catedral dos luteranos em Skálholt, a primeira comunidade a aderir a reforma luterana na Islândia.

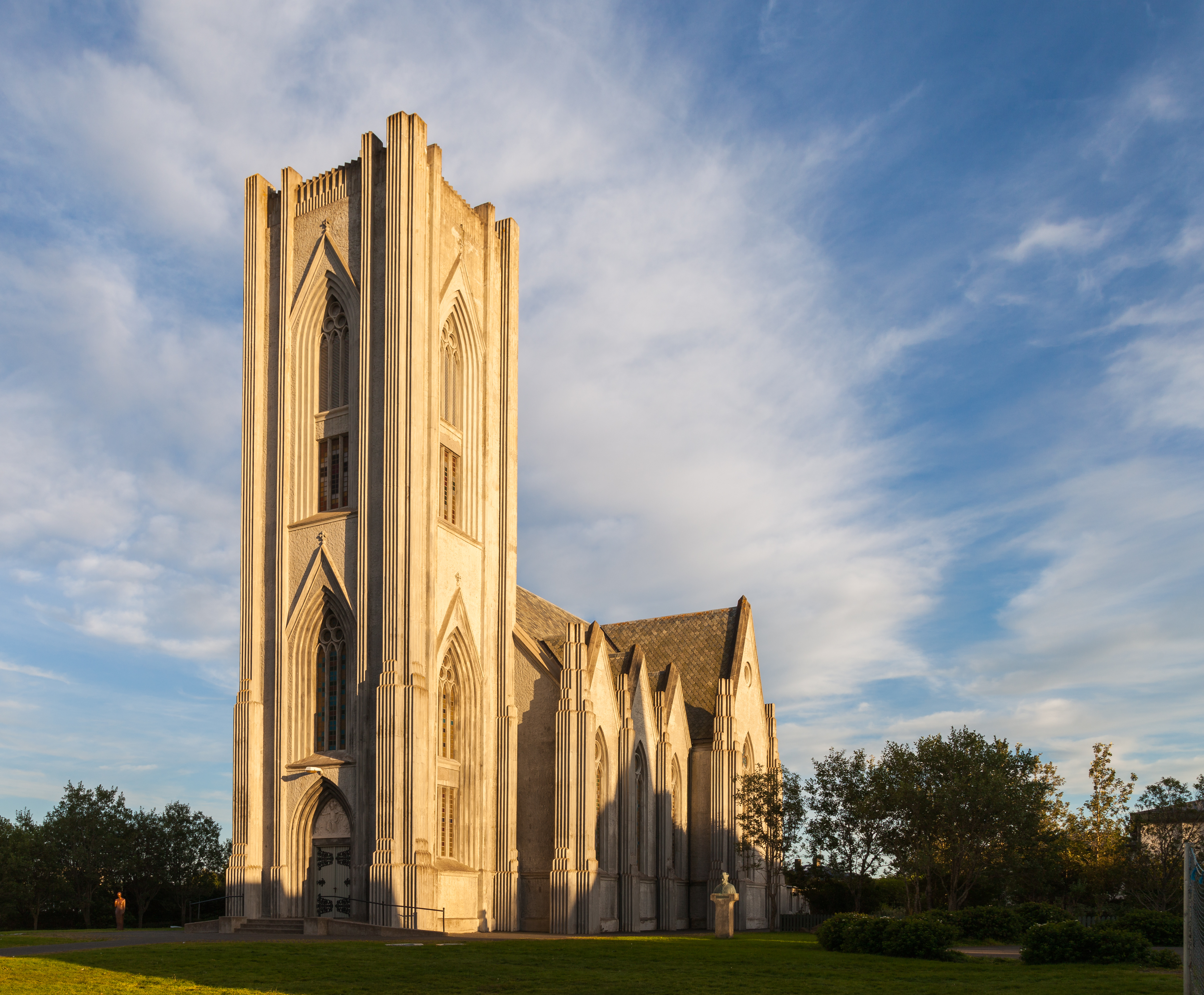
Catedral Católica Romana de Cristo Rei em Reykjavík.

Em 2023, de acordo com as estatísticas oficiais fornecidas pela Statistics Iceland, 69,55% da população islandesa era cristã, a maioria aderente do luteranismo, pertencendo à Igreja Nacional da Islândia (58,61%) ou a pequenas igrejas luteranas independentes (5,33%), sendo elas a Igreja Livre de Reykjavík (2,57%), a Igreja Livre de Hafnarfjörður (1,94%) e a Congregação Luterana Independente (0,82%).
Ao mesmo tempo, o catolicismo romano é a segunda maior corrente do cristianismo no país, seguido por 3,83% dos habitantes da Islândia, muitos dos quais são imigrantes poloneses. Os católicos estão organizados na Diocese de Reykjavík, liderada pelo bispo Dávid Bartimej Tencer (1963–), da Ordem dos Frades Menores Capuchinhos. No século XX, a Islândia teve alguns convertidos notáveis ao catolicismo, incluindo Halldór Laxness e Jón Sveinsson. Este último mudou-se para a França aos treze anos e tornou-se jesuíta, permanecendo na Sociedade de Jesus pelo resto de sua vida; ele se tornou um autor valorizado de livros infantis, escritos em alemão, e até apareceu em selos postais.
Cerca de 1,78% da população é adepta de outras denominações cristãs, incluindo pentecostais (0,54%), cristãos ortodoxos (0,3%), adventistas do Sétimo Dia (0,15%), batistas (0,02%) e restauracionistas, como as Testemunhas de Jeová (0,15%) e os Santos dos Últimos Dias (0,04%). A Igreja de Jesus Cristo dos Santos dos Últimos Dias possui uma capela em Reykjavík e outra em Selfoss; a capela de Reykjavík também abriga um centro de genealogia. O primeiro islandês convertido ao Mormonismo e missionário foi Gudmund Gudmundson, que se converteu enquanto estava na Dinamarca e retornou à Islândia para estabelecer a primeira comunidade mórmon no país.

### Fé Baháʼí
A Fé Bahá'í era a religião de 0,08% da população islandesa em 2023, organizada na Comunidade Bahá'í (Bahá'í samfélagið). A Fé Bahá'í foi introduzida em 1924 pela americana Amelia Collins — que mais tarde foi reconhecida como uma proeminente Mão da Causa Bahá'í —, a primeira islandesa a se converter à religião foi uma mulher chamada Hólmfríður Árnadóttir. A religião foi reconhecida pelo governo em 1966, e uma Assembleia Espiritual Nacional Bahá'í foi eleita em 1972. A Islândia tem a maior proporção de Assembleias Espirituais Locais Bahá'ís na Europa em relação à população total do país. A estudiosa dinamarquesa da religião Margit Warburg especulou, ao discutir o estabelecimento relativamente bem-sucedido da Fé Bahá'í na Islândia, que os islandeses são culturalmente mais abertos à inovação religiosa do que outros povos.

### Budismo
O Budismo era a religião de cerca de 0,42% dos islandeses em 2023. Os budistas islandeses estão organizados em várias comunidades, sendo a maior delas a Fraternidade Budista da Islândia (Búddistafélag Íslands), que é não denominacional, seguida pelo Budismo Zen, representado pela comunidade Zen na Islândia (Zen á Íslandi), o Budismo Nichiren, representado pela Soka Gakkai Internacional na Islândia (SGI á Íslandi), o Budismo Theravada, representado pela Associação Budista Wat Phra Dhammakaya na Islândia (Wat Phra Dhammakaya búddistasamtökin á Íslandi), e o Budismo Tibetano, representado pela Fraternidade dos Budistas Tibetanos (Félag Tíbet búddista) e por uma comunidade do Budismo Caminho de Diamante (Demantsleið búddismans).

### Paganismo

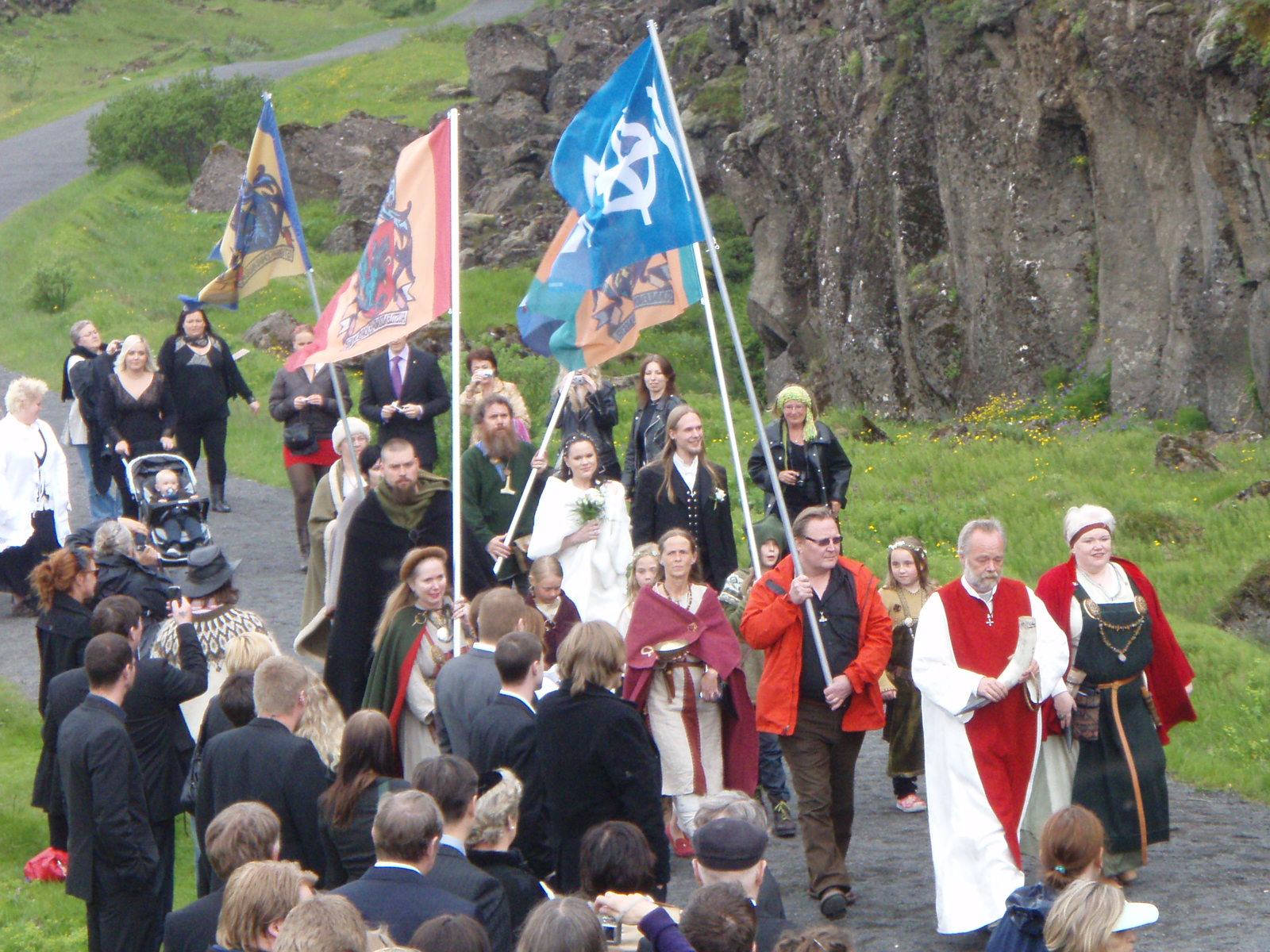
Cerimônia pagã em Thingvellir, Reykjavík.

A partir da década de 1970, houve um renascimento neopagão da religião germânica do norte na Islândia, conhecida no país como Ásatrú, parte do movimento do Paganismo Germânico (Neopaganismo Germânico). Os pagãos islandeses estão organizados em duas comunidades, nomeadamente a Fraternidade Ásatrú (Ásatrúarfélagið), seguida por 1,49% da população em 2023, e o Godword de Reykjavík (Reykjavíkurgoðorð), seguido por mais 0,01% da população no mesmo ano.

### Hinduismo
Em 2023, havia uma pequena comunidade de hindus na Islândia, representando 0,02% da população, organizada em duas comunidades: Ananda Marga, que foi reconhecida pelo estado em 2019, e uma comunidade de Lakulish Yoga (Lakulish jóga á Íslandi), reconhecida em 2020. Também há um centro Sri Chinmoy e outras organizações não registradas de meditação e filosofia.

### Islamismo

Grande Mesquita da Islândia, em Reykjavík.

O Islã era a religião de uma minoria que representava 0,4% da população islandesa em 2023. O número de muçulmanos islandeses pode ser, na verdade, maior, uma vez que muitos muçulmanos optam por não se identificar na contagem anual da população religiosa da Islândia. A população muçulmana na Islândia está organizada em três comunidades: o Centro Cultural Islâmico da Islândia, a Fraternidade dos Muçulmanos na Islândia (Félag múslima á Íslandi) e a Organização dos Muçulmanos na Islândia (Stofnun múslima á Íslandi), todas com aproximadamente o mesmo número de membros.

### Judaismo
A Islândia tem uma pequena população de judeus praticantes do judaísmo, que foi oficialmente reconhecida pelo estado em 2021, incorporada pelo Cultural Fellowship of Jews in Iceland (Menningarfélag Gyðinga á Íslandi), representando 0,01% da população em 2023. Não havia uma população judaica significativa ou emigração para a Islândia até o século XX, embora alguns comerciantes judeus tenham vivido temporariamente na Islândia durante o século XIX. A atitude dos islandeses em relação aos judeus tem sido, na maioria das vezes, neutra, embora, no início do século XX, o intelectual Steinn Emilsson tenha sido influenciado por ideias antissemitas enquanto estudava na Alemanha. Embora a maioria dos islandeses deplorasse as perseguições aos judeus durante a Segunda Guerra Mundial, eles geralmente recusavam a entrada de judeus que estavam fugindo da Alemanha nazista, de modo que a população judaica não aumentou muito durante a guerra. A ex-primeira-dama da Islândia, Dorrit Moussaieff, é uma judia bucarense e provavelmente a mulher judia mais significativa na história islandesa.

### Zuismo
O Zuísmo (Neopaganismo Mesopotâmico) é a religião de cerca de 0,14% dos islandeses. Trata-se de um renascimento neopagão das antigas religiões mesopotâmicas; a Fraternidade de Fé do Zuísmo (Zuism trúfélag) foi fundada por volta de 2010 e reconhecida oficialmente pelo estado islandês em 2013. Os zuístas adoram An (o Deus supremo do Céu), Ki (a Terra), assim como Enlil (o deus do ar) e Enki (o deus da água), Nanna (a Lua) e Utu (o Sol), Inanna (Vênus), Marduk (Júpiter), Nabu (Mercúrio), Nergal (Marte), Ninurta (Saturno) e Dumuzi.

### Outras crenças, humanismo e não filiação
De acordo com as estatísticas oficiais fornecidas pela Statistics Iceland, em 2023, uma minoria muito pequena da população declarou que seguia a Teosofia, representada pela Sociedade Teosófica da Islândia (Lífspekifélag Íslands) e pelo Centro Nova Avalon (Nýja Avalon miðstöðin). Outra minoria muito pequena é representada pelos seguidores do Sikhismo, que somam cerca de 40 indivíduos; a primeira cerimônia de Akhand Path — a recitação contínua e completa do Guru Granth Sahib — na Islândia foi concluída em 2013, no pequeno gurudwara do país.
Em 2023, uma parte substancial da população islandesa, ou seja, 18,73%, era adepta de religiões, filosofias ou posturas de vida não especificadas, que não são reconhecidas no registro civil islandês, ou não declararam qualquer afiliação ou não afiliação a religiões, filosofias ou posturas de vida. Além disso, 7,71% da população estava explicitamente não afiliada a qualquer religião, filosofia ou postura de vida. Uma minoria de islandeses declarou afiliação a crenças seculares; especificamente, 1,39% declarou que pertenciam à Associação Humanista Ética da Islândia (Siðmennt), que representa o humanismo secular e foi oficialmente reconhecida pelo estado em 2013, enquanto 0,05% declarou que eram afiliados ao DíaMat, uma organização de materialismo dialético.

## Liberdade de religião
Em 2023, o país recebeu a pontuação máxima para liberdade religiosa da Freedom House.

## Galeria

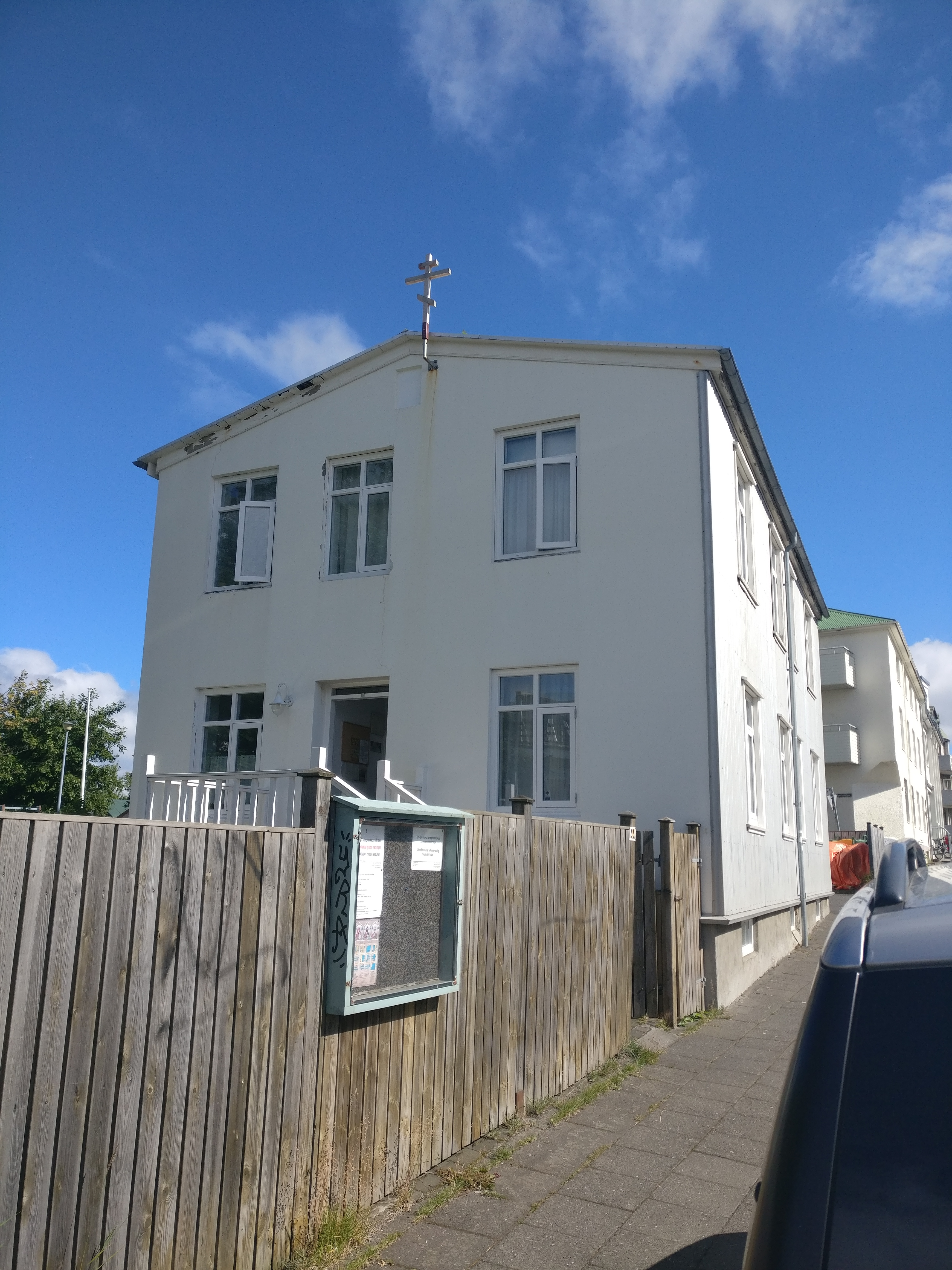
Uma Igreja Ortodoxa Russa em Reykjavík.
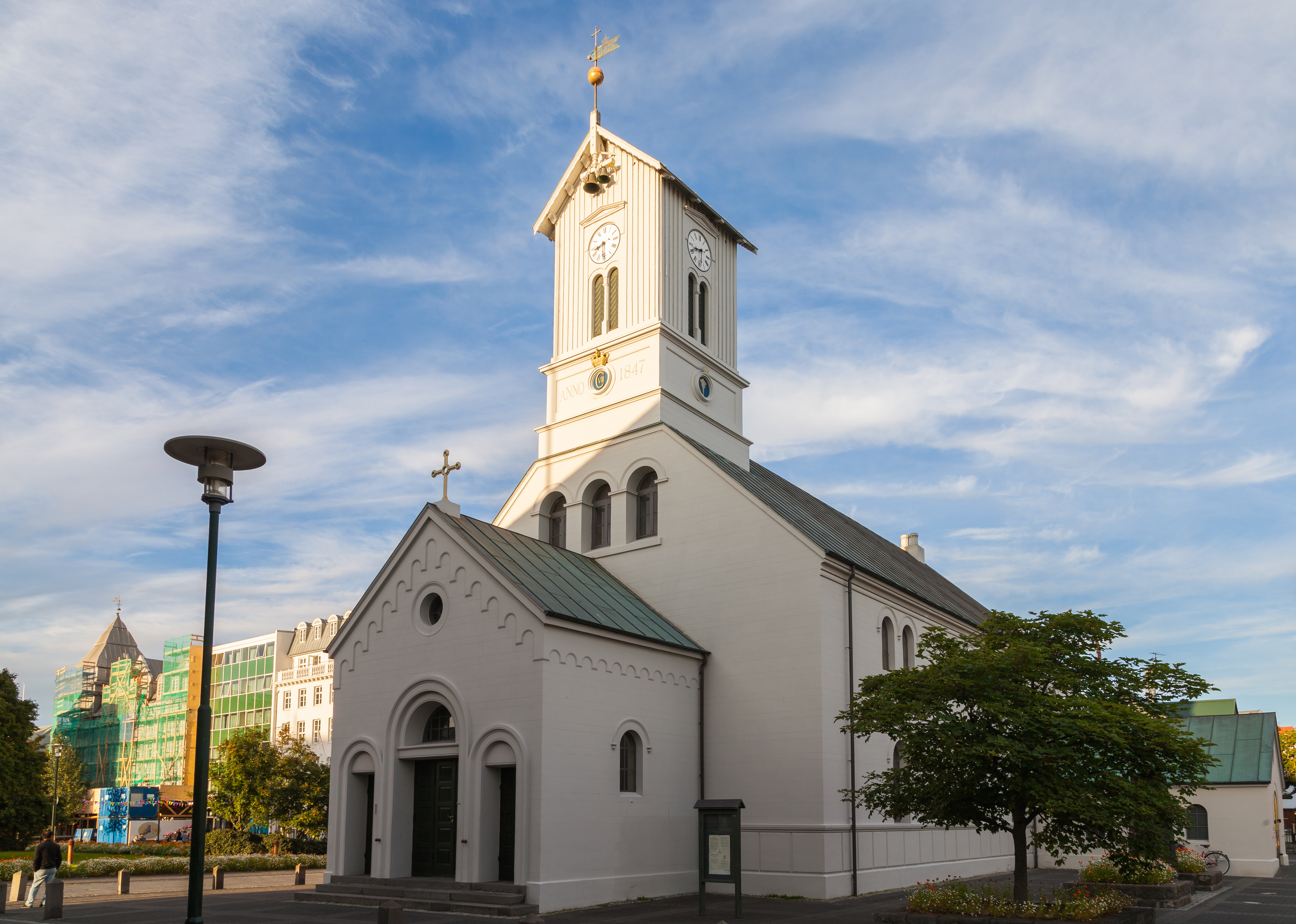
Catedral Luterana em Reykjavík (igreja independente)
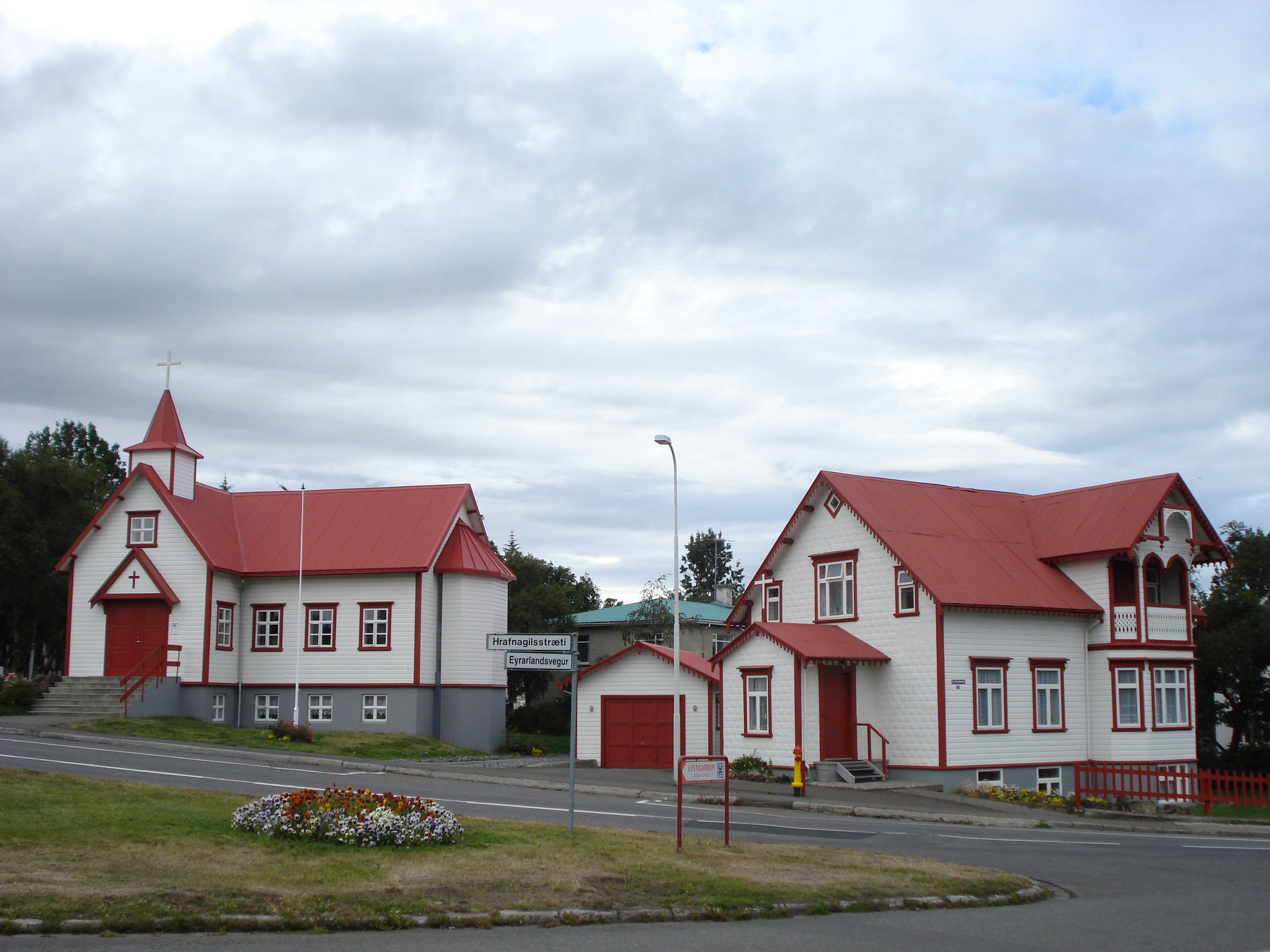
Igreja Católica de Akureyri.
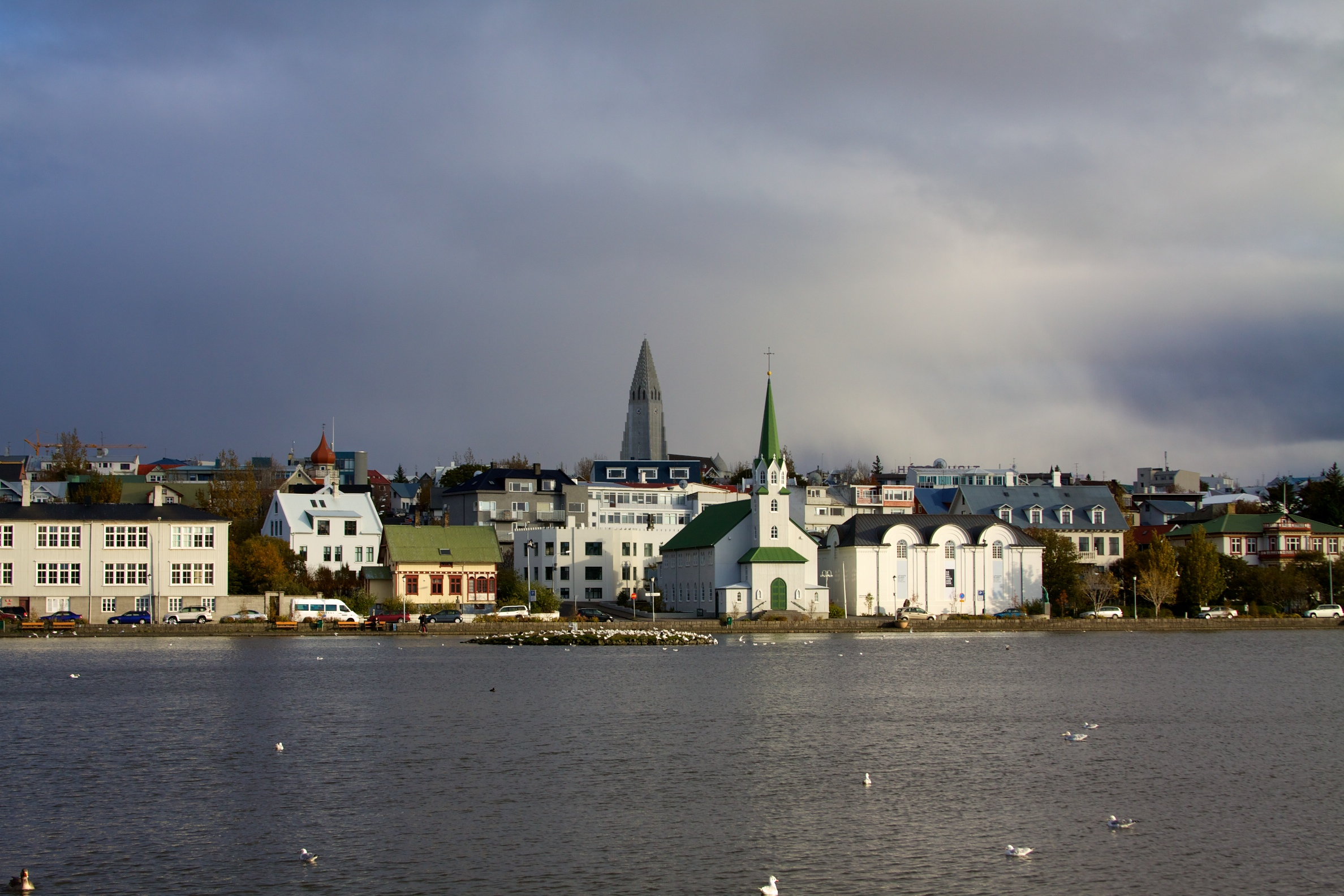
Edifício da Igreja Livre de Reykjavík em primeiro plano e a Hallgrímskirkja ao fundo.
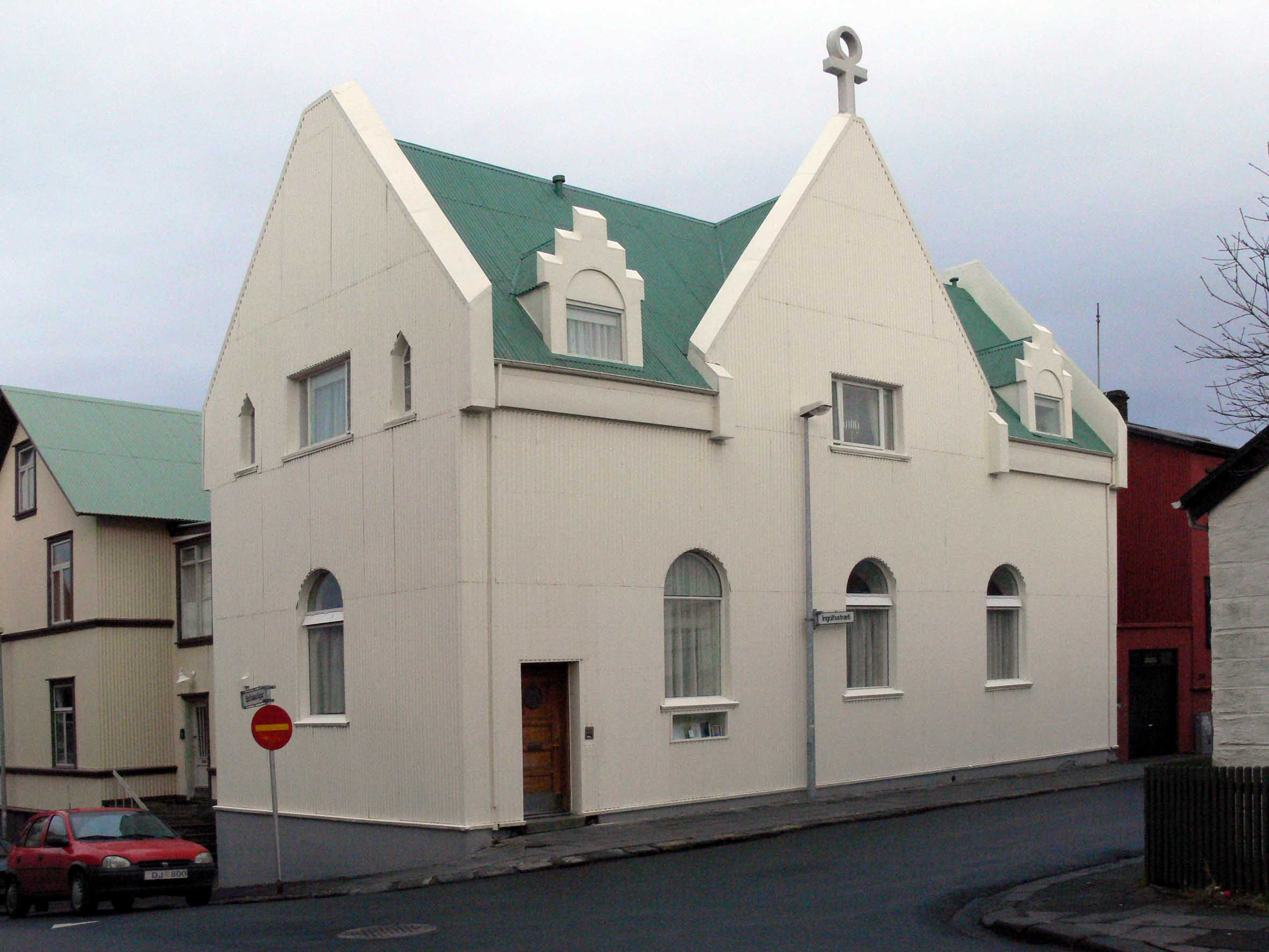
Edifício da Sociedade Teosófica em Reykjavík.
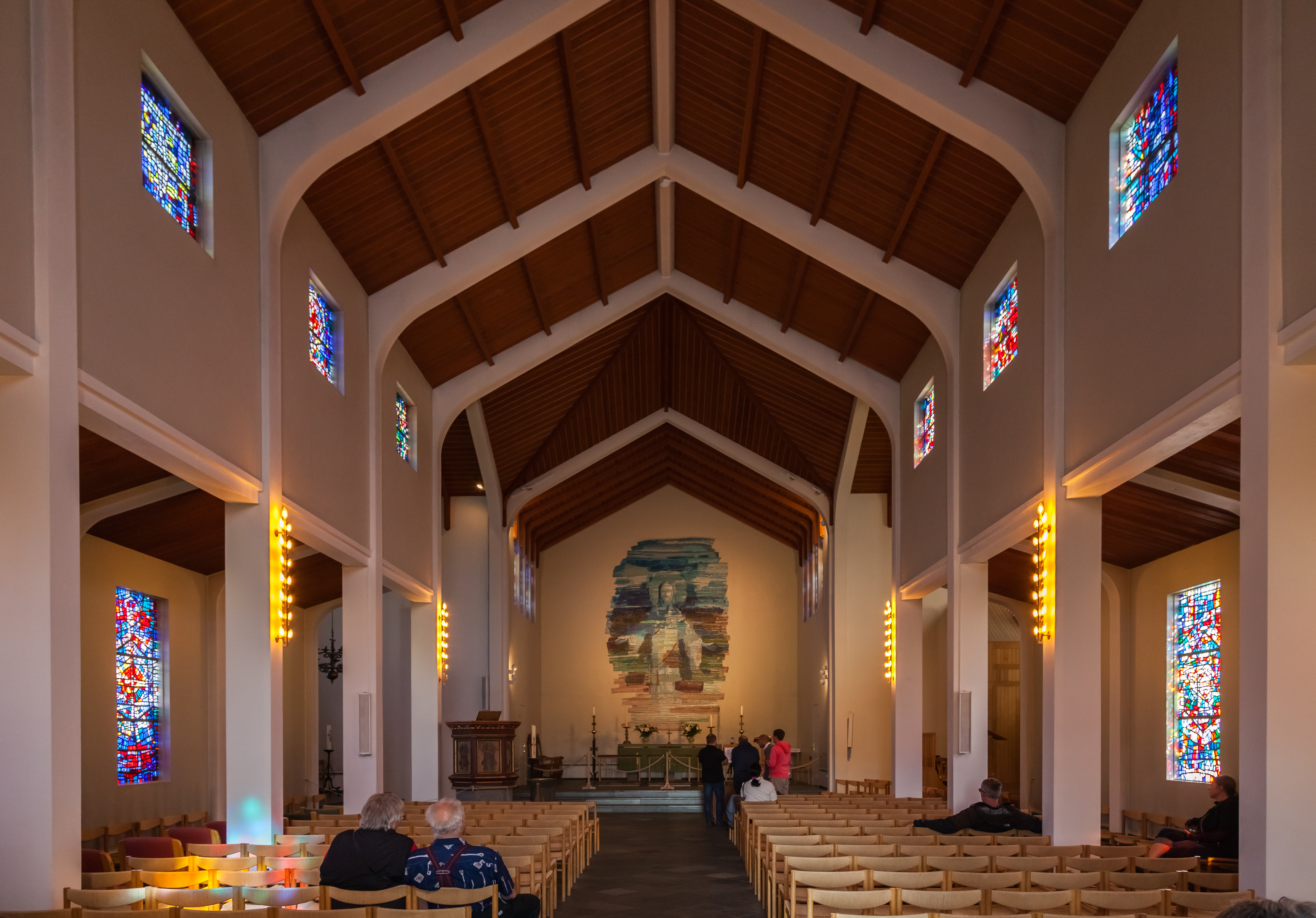
Interior da catedral luterana de Skálholt.
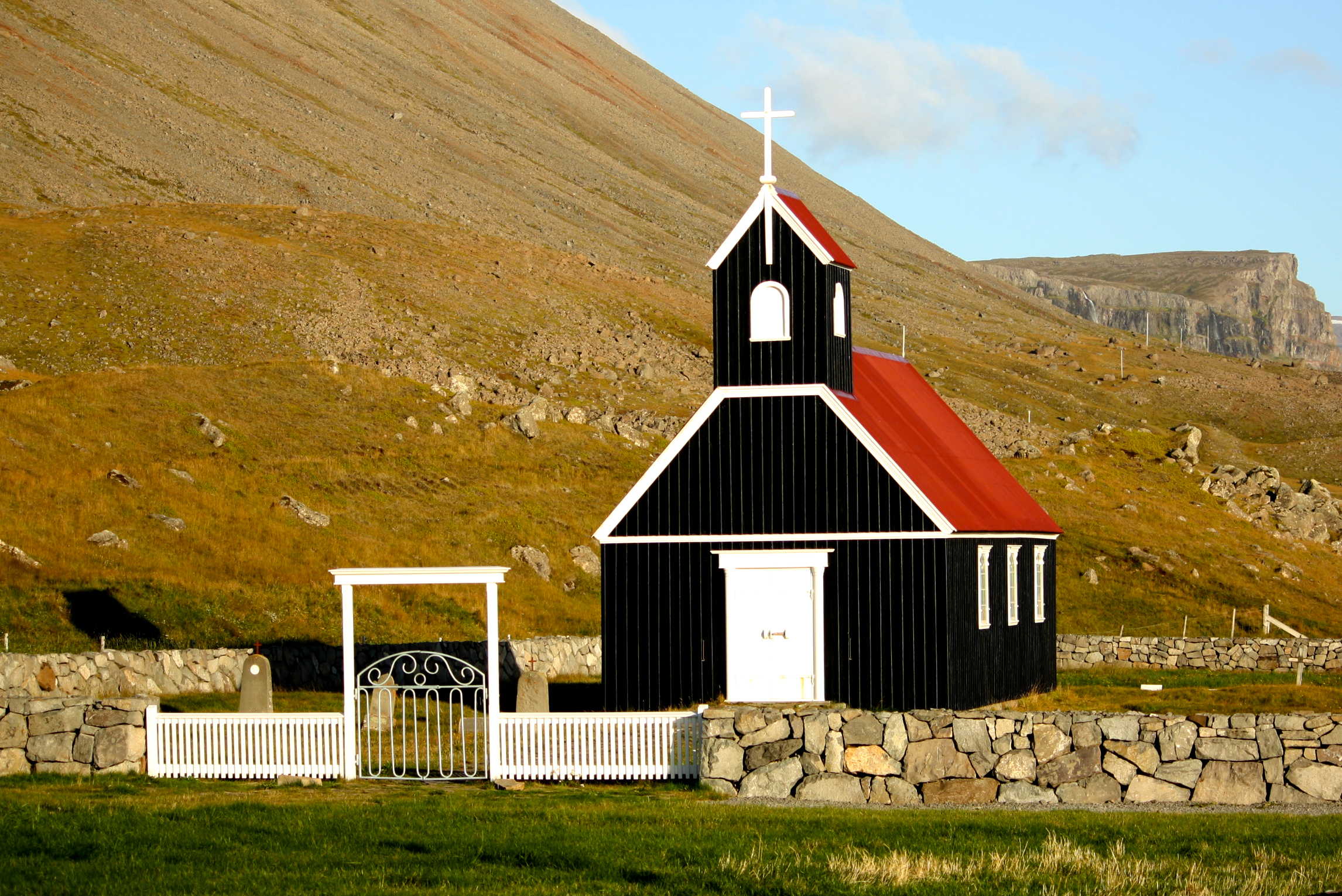
Igreja de madeira nos Westfjords.
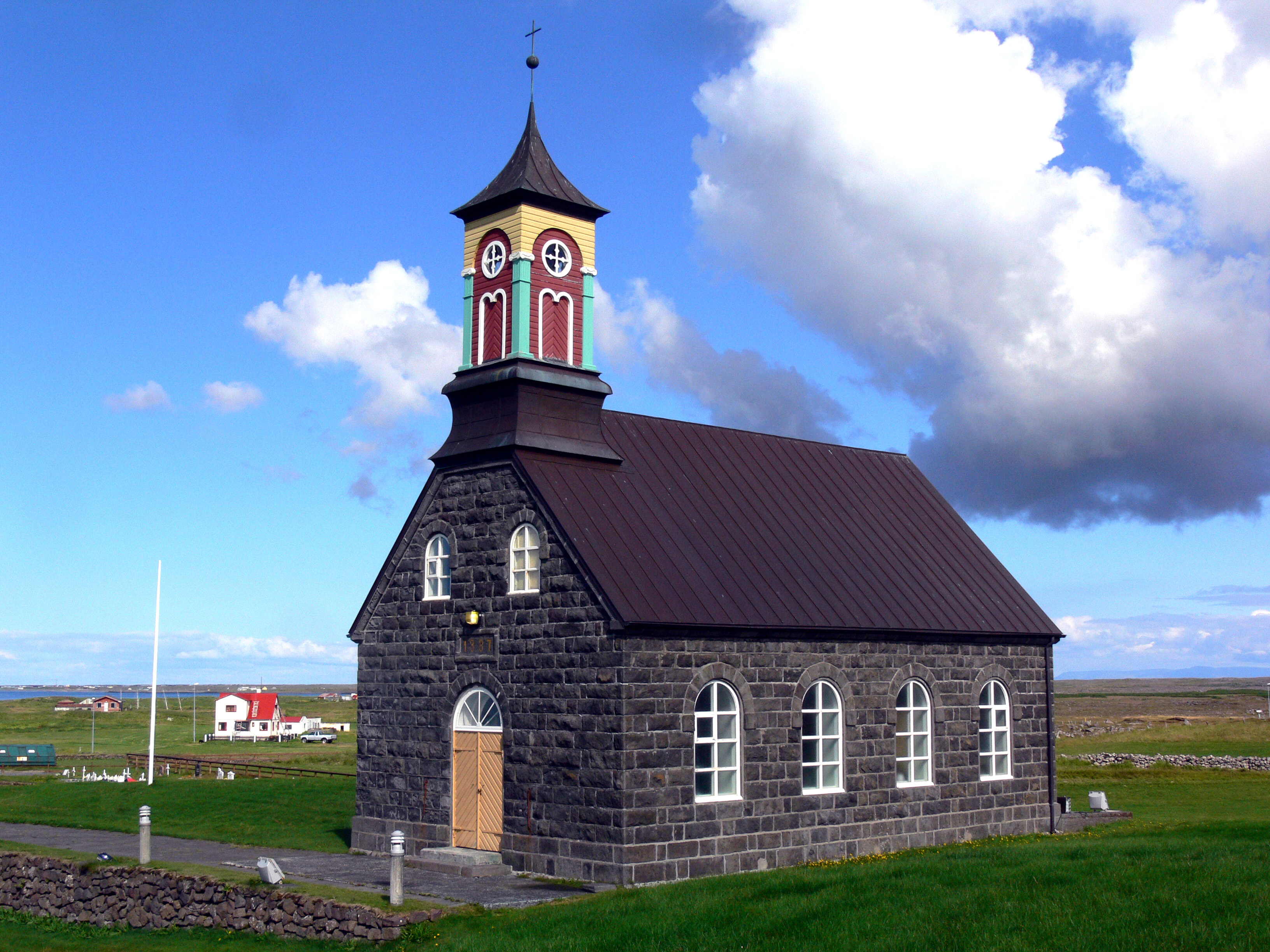
Igreja de pedra em Hvalsnes, Reykjanes.
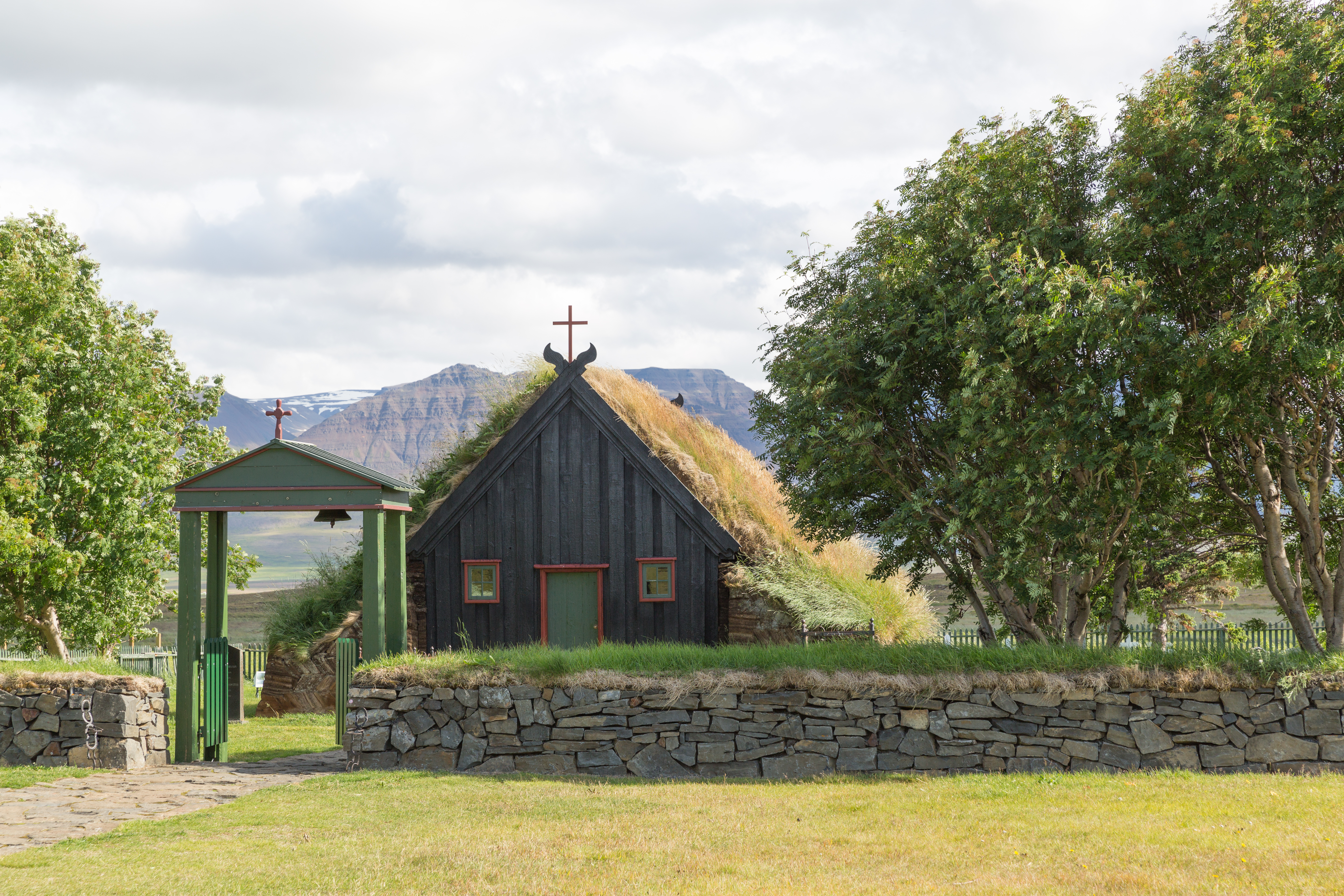
Igreja Turfen em Víðimýri.
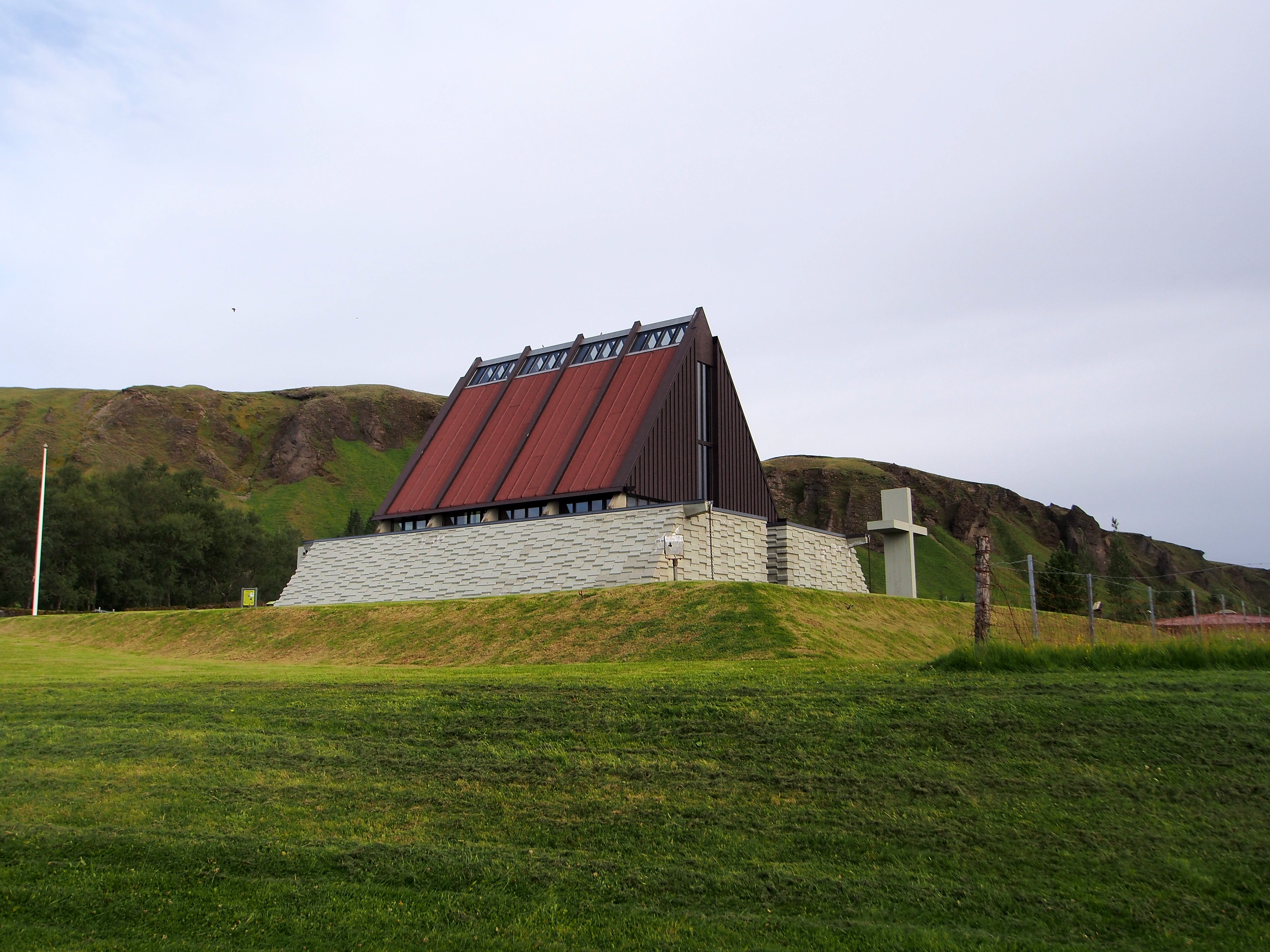
Igreja moderna em Kirkjubæjarklaustur.

### Citações
1. ↑  «Iceland - Viking Settlement, Geothermal Energy, Volcanic Activity | Britannica». www.britannica.com (em inglês). 27 de setembro de 2024. Consultado em 2 de outubro de 2024
2. 1 2  Lacy, 2000. Página 166: "The Old Treaty, signed in 1262, that led to Iceland's being first under the Norwegian and later the Danish kings was such a milestone, as was the Reformation in 1550 whereby Lutheranism became, and remains, Iceland's state religion"
3. ↑  «Constitution of the Republic of Iceland (No. 33, 17 June 1944, as amended 30 May 1984, 31 May 1991, 28 June 1995 and 24 June 1999)». Government of Iceland. Consultado em 14 de outubro de 2014. Cópia arquivada em 22 de novembro 2017 Section VI deals with religion.
4. 1 2 3 4 5 6 7 8 9 10 11 12 13 14 15 16  «Populations by religious and life stance organizations». Statistics Iceland. Consultado em 10 março 2023. Cópia arquivada em 10 março 2023
5. 1 2 3 4  Sigurbjörnsson 2016.
6. ↑  Byock 1988, p. 55.
7. 1 2 3 4 5 6 7 8  Cusack 1998, p. 160.
8. 1 2 3 4 5 6 7 8  Cusack 1998, p. 161.
9. ↑  Cusack 1998, p. 168.
10. ↑  Byock 1988, p. 138.
11. ↑  D'Angelo 2016, p. 481.
12. 1 2 3 4 5 6  D'Angelo 2016, p. 482.
13. 1 2 3 4  D'Angelo 2016, p. 483.
14. 1 2 3  Cusack 1998, p. 167.
15. ↑  Cusack 1998, pp. 162, 168.
16. 1 2 3 4  Elton 1990, p. 154.
17. 1 2 3 4 5 6 7  Elton 1990, p. 155.
18. ↑  «Gudbrandur Thorláksson | Renaissance Man, Reformer & Educator | Britannica». www.britannica.com (em inglês). Consultado em 3 de outubro de 2024
19. 1 2 3  Elton 1990, p. 156.
20. ↑  Christiano, Swatos & Kivisto 2002, p. 331.
21. ↑  Swatos & Gissurarson 1997.
22. ↑  Fell 1999, p. 250.
23. 1 2  Nash 2020, pp. 52–55.
24. ↑  Nash 2020, pp. 56–57.
25. ↑  Ágúst Arnar Ágústsson (24 Outubro 2017). «Yfirlýsing frá Ágústi Arnari Ágústsssyni, forstöðumanni trúfélagsins Zuism». Zuism á Íslandi. Cópia arquivada em 20 Dezembro 2017
26. ↑  Kjartan Kjartansson (8 Abril 2022). «Óljóst hvað verður um sóknargjöld Zuism». Vísir.is. Cópia arquivada em 26 Junho 2022
27. ↑  Chenery, David M. «Diocese of Reykjavik, Dioecesis Reykiavikensis». Catholic Hierarchy. Consultado em 29 Junho 2016. Cópia arquivada em 4 Março 2016
28. ↑  «Jon Sveinsson, SJ (Nonni)». Manresa, Jesuit Retreat House. Consultado em 21 Janeiro 2006. Cópia arquivada em 17 Fevereiro 2006
29. 1 2  Gudnason 2021.
30. ↑  Hassall & Fazel 1998.
31. ↑  «Hvað er hindúismi?». Áttavitinn. 29 Julho 2013. Consultado em 28 Maio 2017. Cópia arquivada em 4 Outubro 2016
32. ↑  Arnarsdóttir 2014.
33. 1 2 3  Bergsson 1998.
34. ↑  Short description of the Faith Fellowship of Zuism and of its creed on its websites:
35. ↑  «Amargi (Endurgreiðsla Sóknargjalda)». Zuism á Íslandi. Cópia arquivada em 29 Dezembro  2017
36. ↑  Himmat Singh Khalsa (4 Setembro 2013). «First Akhand Path in Iceland Completed». Sikh Dharma International. Cópia arquivada em 1 janeiro 2023
37. ↑  «Iceland: Freedom in the World 2022 Country Report». Freedom House